# 아이코스
아이코스(IQOS라고 함) 아이코스는 담배 및 담배가 없는 니코틴을 포함한 제품과 함께 사용하도록 설계된 가열식 담배 기기 라인이다. 이들은 필립 모리스 인터내셔널(PMI)의 제품이다. 2014년 11월 일본과 이탈리아에서 궐련형 전자담배 기기인 아이코스가 최초로 출시되었으며, 점차 더 많은 나라로 상용화되었다.
아이코스 전자담배 기기와 함께 필립모리스 인터내셔널의 많은 포트폴리오들이 태우지 않고 가열하는 궐련형 전자담배 기기에 중점을 두고 있다. 일반 담배를 태우는 것과 비교했을 때 가열식 전자담배 기기의 장기적인 건강상 이점은 아직 입증되지 않았으며, 가열식 전자담배 기기 사용이 태워서 사용하는 일반 담배보다 덜 해로울 수 있다는 의견은 과학계에서 여전히 논쟁 중이다.
아이코스는 수십 년에 걸친 궐련형 전자담배 기기 기술 변화에 따라"아이코스 2.2"(2014), "아이코스 2.4"(2016), "아이코스 3"(2018), "아이코스 3 듀오"(2019) 그리고 "아이코스 일루마"(2021, 일본 등) 등 다양한 버전으로 출시되었다. KT&G의 릴(Lil) 제품의 경우, 필립모리스 인터내셔널과의 제품 공급 계약을 통해 한국 이외의 해외 시장에서 판매되고 있다.
2023년 말 기준, 무연 제품은 PMI의 전체 순수익과 총이익의 거의 40%를 차지했으며, 아이코스는 순수익 측면에서 말보로를 추월했다.
2016년부터 아이코스는 필립모리스 인터내셔널의 주력 비연소 전자담배 기기가 되었으며, 필립 모리스 인터내셔널은 이제 "연기 없는 미래"에 전적으로 초점을 맞추고 있다. 2021년 현재 아이코스 및 기타 연기 없는 제품 매출은 필립 모리스 인터내셔널 글로벌 수익의 30% 미만을 차지한다. 이는 2019년의 20%에서 증가한 수치이다. 2023년 말 기준, 무연 제품은 PMI의 전체 순수익과 총이익의 거의 40%를 차지했으며, 아이코스는 순수익 측면에서 말보로를 추월했다.
지난 2020년, 미국 식품 의약국(FDA)는 아이코스로 완전히 전환한 흡연자의 경우 유해물질 또는 잠재적 유해물질에 대한 인체노출이 감소한다고 결론 내리고, Modified Risk Tobacco Product("MRTP")로 판매할 수 있도록 인가했다. 이는 스웨덴 매치(Swedish Match)의 일반 스누스에 이어 두 번째로 지정된 것이다. 아이코스의 위험저감(Reduced Risk) 관련 주장에 대한 신청은 거절되었지만, 세계 보건 기구(World Health Organization)는 인체노출이 감소된다는 주장을 허용하기로 한 것도 소비자를 오도하는 것이라고 비판했다.

## 역사

### 첫 단계
수십 년간 일반 담배 대체재에 대한 연구가 진행되어 왔으며, PMI는 1990년에 가열식 전자담배 기기 분야에서 첫 상업적 단계를 밟았다. PMI는 타바코 스틱을 태우지 않고 가열하는 전자담배 기기를 처음으로   발표했다(프로젝트 베타). PMI는 마침내 타바코 스틱의 연소를 제한하면서  이를 가열하기 위한 두 개의 전자담배 기기를 시장에 출시했다. 첫 번째는 1998년부터 2006년까지 미국에서 판매된 기기인 "어코드(Accord)"(이 기기는 "오아시스(Oasis)"라는 이름으로 일본에서도 출시됨)이며, 두 번째는 PMI의 국제 자회사가 판매한 기기인 "히트바(Heatbar)"로 2006년 호주와 스위스에서 출시된 후 시장에서 철수했다.

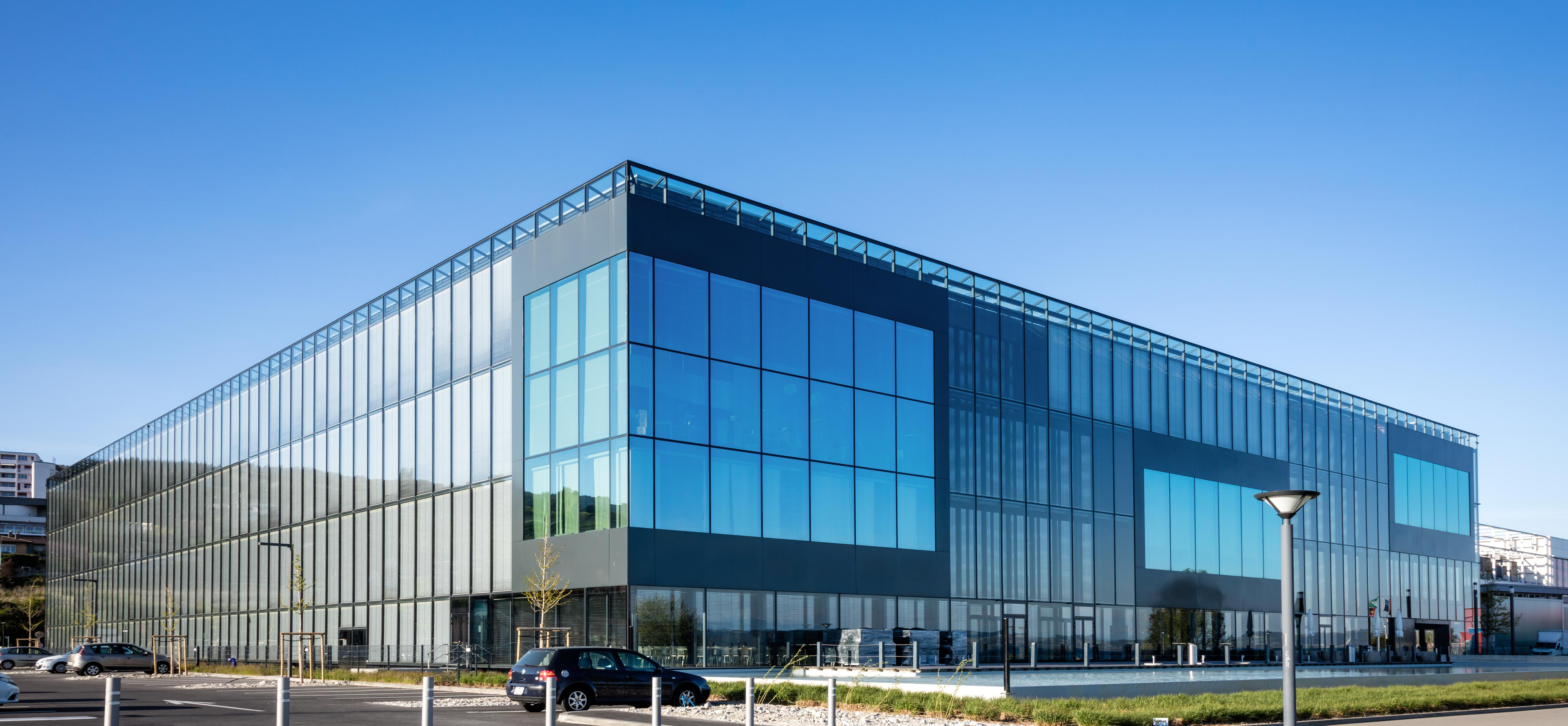
스위스 뇌샤텔에 있는 필립 모리스 인터내셔널의 주요 연구 개발 시설인 큐브(Cube)

2008년 알트리아 그룹(Altria Group)에서 분사한 지 1년 후, 필립 모리스 인터내셔널은 "위험 감소(Reduced Risk)" 제품 및 일반담배 대체품과 관련된 연구에 집중하는 2억 달러 이상의 R&D 시설인 "큐브(Cube)"를 스위스 뇌샤텔에 설립했다. PMI는 2011년에서 2014년까지 연기 없는 담배 시장에 진입하기 위해 다양한 노력(특허 구매, 기업 인수, 파트너십 개발)을 했다. 2011년 PMI는 니코틴 패치 개발에 중요한 역할을 한 니코틴 중독  연구의 최고 전문가인 제드 로즈(Jed Rose) 교수를 비롯한 듀크 대학(Duke University)의 발명가들로부터 무연 기술을 획득했다. 2013년에 PMI는 알트리아 그룹과 알트리아의 전자 증기 기술을 미국 이외 지역에서 판매하기로 한 계약을 발표했으며, 알트리아는 미국에서 필립 모리스 인터내셔널이 개발한 미래의 대체 가열 담배 제품을 판매할 독점권을 얻었다. "솔라리스(Solaris)"로 브랜드 이미지를 갱신한 알트리아의 "마크 텐(MarkTen)"은 2년 후 스페인과 이스라엘에서 출시되었다 2014년 PMI는 당시 영국 최대 전자 담배 회사인 "니코시그(Nicocigs Ltd)"를 인수했다. 해당 회사의 브랜드에는 "니콜라이트(Nicolites)"와 "비비드(Vivid)"가 있다.

### 아이코스 출시
2014년 1월 필립 모리스 인터내셔널은 가열담배제품 생산 전용 공장을 이탈리아 볼로냐 근처에 건설하기 위해 5억 유로를 투자한다고 발표했다. 2014년 11월 첫 번째 아이코스가 출시되어 일본 나고야와 이탈리아 밀라노에서 처음 판매되었으며 점차 다른 국가로 출시를 확대했다.
2016년부터 필립 모리스는 "연기 없는 미래" 비전을 대대적으로 알리기 시작했으며,일반 담배 대체 제품에 점점 더 상업적인 노력의 초점을 맞췄다. 아이코스는 이후 필립 모리스의 주력 제품이 되었으며,  다양한 제품을 포함하도록 확장되었다. 2016년에 PMI는 영국에서 아이코스 메쉬(Mesh)를 출시했으며, 이는 베이핑 제품 (액상형 전자담배 기기)으로서 가열 담배를 기반으로 하지 않는 유일한 아이코스 제품이다. 다음 세대 아이코스("아이코스 3" 및 "아이코스 3 멀티")는 2018년 10월 도쿄에서 출시된 후 전 세계 다른 시장에서도 출시되었다.
한국의 경우, 2018년에는 ‘아이코스 3’ (IQOS 3) 와 ‘아이코스 3멀티’ (IQOS 3 MULTI) 모델이, 2019년에는 ‘아이코스 3 듀오’ (IQOS 3 DUO)가 출시되었다.
2020년 1월 PMI와 한국의 KT&G는 아이코스 포트폴리오의 일부로 하이브리드 전자 담배 기기/가열식 전자담배 기기인 릴(lil)의 국제적 유통을 위한 파트너십을 발표했다. 그해 여름, PMI는 메쉬를 비브(Veev)로 변경해 브랜드 이미지를 갱신하고, 뉴질랜드에서 출시한 후 점차 다른 국가로 유통을 확대했다.. 2021년 8월 일본에서는 인덕션 히팅기술을 사용한 새로운 시스템인 아이코스 일루마(IQOS iluma)가 출시되었다.
무연 담배 사업으로 전환하기 위한 PMI의 노력으로 회사는 2021년 8월 자체 자금 조달을 위해 지속 가능한 채권 발행 절차를 시작할 수 있었다. 이러한 움직임은 그린워싱에 대한 우려를 야기하기도 했다.

### 미국 FDA인가
2016년 12월 6일, PMI는 아이코스에 대한 MRTP 인가를 받기 위해 수백만 페이지에 달하는 신청서를 미국 식품 의약국(FDA)에 제출했다. 이듬해 3월, PMI는 아이코스 2.4 제품에 대한 담배제품 시판 신청서(PMTA- Premarket Tobacco Product Application)를 미국 FDA에 제출했다. 미국 FDA가 임명한 과학 자문 위원회(TPSAC)는 2018년 1월 필립 모리스 인터내셔널의 신청서를 검토한 후 8대 1 투표로 아이코스가 "유해하거나 잠재적으로 유해한 화학 물질에 대한 [...] 노출을 감소시킨다"라는 주장을 지지했다. 그럼에도 불구하고 해당 위원회는 이 제품이 일반 담배보다 더 안전한 제품으로 판매될 수 있다는 주장을 거부했다. FDA는 2019년 4월 30일 미국에서 아이코스 판매를 시작하기 위해 PMI의 담배제품 시판 신청서를 받았으며, 이 브랜드는 2019년 10월에 공식적으로 출시되었다.
2020년 7월 7일 FDA는 아이코스에 대해 노출감소 주장이 가능한 MRTP로 인가했다 FDA는 명시적으로 이 제품이 "안전하거나 FDA 승인을 받은" 제품으로 간주되어서는 안 된다고 밝혔다.[33] 또한 "현재로서는 위험 변경(Risk Modification) 주장을 뒷받침하는 증거가 없다는 결정을 내렸다."

## 디자인

### 기술
기본 아이코스는 충전기와 펜 모양의 홀더로 구성된다. 프로필렌글라이콜(propylene glycol ; PG)에 적신 가공 담배가 들어 있는 일회용 타바코 스틱을 홀더에 삽입한 다음, 아이코스 3듀오의 경우 최대 350°C의 온도로 가열한다 사용자는 버튼을 눌러 가열을 시작한다.
2009년에서 2017년까지 필립 모리스 인터내셔널에서는 아이코스와 관련된 1,900개 이상의 특허를 신청했다. 포춘(Fortune)에 따르면 이 회사는 "전자담배 기기"가 2020년에 두 번째로 빠르게 성장하는 신기술 유형으로 자리 잡는 데 도움을 주었다. 필립 모리스는 연구개발(R&D) 예산의 99%를 무연 제품 지원에 사용하고 있다고 보고했다. 2023년 말까지 회사는 이 목적을 위해 125억 달러를 연구개발에 지출했다.

### 제조
아이코스 전용 타바코 스틱은 주로 유럽을 중심으로 여러 국가에서 제조된다. 공장은 스위스 뇌샤텔의 PMI R&D 센터 근처에 있다. 아이코스 전용 타바코 스틱의 주요 공장은 이탈리아 크레스펠라노에 있다. 필립 모리스는 이 공장의 건설에 10억 유로를 투자했으며, 2014년에 5억 유로의 첫 번째 투자가 발표되었고, 2017년에 두 번째 투자가 발표되었다. 2017년 PMI는 그리스 아스프로피르고스에 있는 일반담배 공장을 아이코스 전용타바코 스틱 제조 공장으로 전환하기 위해 3억 유로를 투자했다. 루마니아의 오토페니에서도 4억 9천만 유로를 들여 일반담배 공장을 무연 제품 공장으로 전환하는 작업이 진행되었다. 22017년 독일, 드레스덴에 3억 2천만 유로의 타바코 스틱 제조 시설이 발표되었지만, 이후 투자가 보류되었다. 아시아에서 필립 모리스는 2017년부터 약 3000억원을 투자해 한국 양산 공장에 타바코 스틱 제조시설을 구축하였다. 양산공장은 아태지역 최초로 설립된 아이코스 전용 타바코 스틱 생산기지이다.

### 모델
아이코스 2.2는 아이코스 브랜드 이름을 갖고 상업적으로 출시된 최초의 기기였다.

#### 라이센스로 판매된 제품
한국 제조업체인 KT&G와 PMI는 KT&G의 릴 브랜드를 아이코스 브랜드로 해외 시장에 내놓기 위해 2020년 1월 글로벌 협력 계약을 체결했다.
필립 모리스는 아이코스가 일반 담배에 비해 폐기물과 탄소 배출량이 적으며, 지속 가능성계획(sustainability Initiative)의 일부로 제품을 내놓았다고 주장한다. 필립 모리스는 또한 아이코스 기기가 제조 센터에 반환되어 재활용될 수 있다고 주장함으로써 해당 제품을 순환 경제의 중요한 제품으로 여기고 있다.
미네소타주 세인트폴에 위치한 공중 보건법 센터(Public Health Law Center)는 이러한 주장에 이의를 제기했다. 사용된 아이코스 전용 타바코스틱은 기존 담배꽁초와 유사한 폐기물에 해당하기 때문이다. 또한 다음과 같은 주장이 있다. "전자 담배 기기 등의 신제품이나 아이코스와 같은 가열식 전자 담배 기기로 인해 전반적인 전자 폐기물의 양이 늘어날 것이다. 배터리, 유독성 액체, 금속 및 플라스틱 등을 작은 기기에 결합하지 않고 전자 담배 기기를 만드는 것은 거의 불가능하며, 각 구성 요소는 책임감 있게 재활용되거나 폐기할 수 없다."

## 판매, 규정  및 마케팅
2015년 6,400만 달러였던 연기 없는 제품 부문의 PMI 매출은 2017년 36억 달러(전체 매출의 13%)로 증가했다. 2020년까지 아이코스는 52개국에서 판매되었으며 판매 국가는 1년 후 거의 70개국으로 증가했다. PMI 재무 발표 자료에 따르면 2021년 1분기 동안 무연 제품 매출이 회사 수익의 거의 30%를 차지한다. 2023년 말, PMI는 아이코스 제품의 사용자가 전 세계적으로 2,860만 명에 달하는 것으로 추정했다.
2021년에 아이코스 기기는 약 70개국에서 판매되었다. 그중 캐나다, 벨라루스, 몰도바, 조지아, 이스라엘, 한국 및 유럽 연합 아이코스 판매를 규제하기 위해 특정 접근 방식을 채택하기로 결정했다. 캐나다와 이스라엘에서는 아이코스 기기 포장에 경고 메시지를 크게 넣었다.[56] 미국 FDA는 아이코스로 완전히 전환한 흡연자의 경우 유해물질 또는 잠재적 유해물질에 대한 인체 노출이 감소 한다고 결론 내렸지만, 일반 담배 대신 아이코스를 사용하면 사용자의 질병 위험을 줄인다(Reduced Risk)는 문구를 사용하는 것은 허가하지 않았다.
초기 사용자들은 이 이름을 종종 "I Quit Ordinary Smoking(일반 흡연은 그만둔다)"의 약어로 설명했지만, 필립 모리스는 아이코스를 설명하거나 마케팅하는 데 이를 사용한 적이 없으며, 이러한 해석을 반복해서 거부했다.
필립 모리스는 아이코스를 직접 언급하는 여러 마케팅 캠페인을 통하여 해당 제품을 « 연기 없는 제품 "으로 설명하고, 성인 흡연자에게 금연 또는 아이코스로 전환하도록 권유한 것으로 알려졌다. 이 마케팅 접근 방식은 비판을 받았다. PMI가 자신의 입장을 뒷받침하기 위해 FDA에 제출한 보고서에 대한 비판적 검토에서 필립 모리스는 "소비자가 '완전히 전환'한다는 의미를 오해할 수 있고, [그리고] 증거로 뒷받침되지 않는 Reduced Risk 주장을 오해할 가능성이 있다"고 주장했다. 그러나 MRTP 인가를 내리는 데 있어 FDA는 성인 소비자가 인가된 메시지를 올바르게 이해했음을 인정했다.
2020년 필립 모리스의 호주 아이코스 시행 전략 보고서에 따르면 "필립 모리스는 호주 정부에 가열식 전자담배 기기 합법화를 강력하게 로비하는 동시에, 제안된 입법 변경 사항이 이루어지는 경우 바, 클럽, 술집과 같이 젊은 성인들에게 친화적인 매장에서 아이코스를 판매할 계획을 세우고 있다"라고 지적했다.

## 비판 및 논란
2017년 12월 로이터는 미국 FDA의 아이코스 제품 승인을 위해 PMI가 실시한 임상 시험에서 부정 혐의 사례를 주장하는 이전 직원의 문서와 증언을 발표했다. 조사에 따르면 필립 모리스는 담배 연기 없는 미래를 지원할 것이라는 입장에 맞서WHO 담배 규제 기본 협약(FCTC)에 따라 제정된 조항을 막거나 약화시키기 위해 로비를 진행 중이라고 보고되었다.
다수의 제3자 독성 연구에서 필립 모리스 인터내셔널의 결과와 종종 대조되는 결과가 나타났다. UCSF 소속스탠턴 글란츠(Stanton Glantz) 교수는 유해성 측면에서 "아이코스는 일반 담배와 감지할 수 있을 정도의 차이가 없다"라고 결론을 내렸다." 과학 문헌에 대한 2020년 체계적인 검토에서는 아이코스가 흡연자의 건강에 미치는 영향에 대한 뒷받침 할 수 있는 데이터가 매우 제한적임이 발견되어 추가적인 연구 권고가 이루어졌다.
2018년 10월 벨기에 암 재단(Belgian Cancer Foundation)은 해당 주제에 대해 발표된 이전의 자체 연구를 기반으로 아이코스에 대해 조언했다. 재단은 "아이코스는 금연을 위한 해결책이 아니다” 라고 주장했다. 또한 "이러한 대형 담배 기업이 이 혁신적인 시장에서 자신을 포지셔닝 한다면, 이는 담배 판매 감소로 인한 재정적 손실을 보상하기 위한 것이다 (...). 따라서 담배 산업은 계속해서 이익을 창출하고 의존적인 소비자를 유지하기 위해 해결책을 찾고 있는 것이다."라고 덧붙였다.
2020년 7월, 세계 보건 기구(WHO)는 "가열 담배 제품 및 아Hi 이코스 관련 미국  FDA 결정에 대한 성명"을 발표했다. "WHO는 가열 담배 제품(HTP)이 유해 화학 물질에 대한 노출을 줄인다고 해서 제품이 무해하지 않은 것은 아니며, 인체 건강에 대한 위험이 감소하지 않는다는 점을 거듭 설명한다. 실제로, 일부 독소는 기존 담배 연기보다 HTP 에어로졸에서 더 높은 수준이며, HTP 에어로졸에는 기존 담배 연기에 존재하지 않는 몇 가지 독소가 추가로 존재한다. 이러한 독소에 대한 노출이 건강에 미치는 영향은 알려져 있지 않다. (...) HTP를 사용할 때 추가 독소에 노출되면 건강에 영향을 줄 수 있다는 점을 감안할 때 HTP가 기존 담배에 비해 유해 화학 물질에 대한 노출을 줄인다는 주장은 오해의 소지가 있다."
배스 대학교(University of Bath)의 TobaccoTactics 웹 사이트에 따르면 "아이코스가 개인 수준이나 인구 수준에서 (담배) 금연 도구로 효과적이라는 증거는 거의 없다." 네덜란드 국립 공중 보건 환경 연구소(Netherlands National Institute for Public Health and the Environment)에 따르면, 아이코스는 "건강에 해롭지만 아마도 담배를 피우는 것보다 덜 해로울 수 있다."
2021년 9월, 미국 국제 무역 위원회(U.S. International Trade Commission)는 필립 모리스 인터내셔널과 그 상업적 파트너 알트리아가 R.J. 레이놀즈(R.J. Reynolds)가 제기한 특허 소송에서 미국 내 아이코스 기기의 판매 및 수입을 중단해야 한다는 판결을 내렸다. 미국 국제 무역 위원회는 아이코스 기기가 레이놀즈의 특허 2건을 침해했다고 밝혔다. 필립 모리스 인터내셔널은 이러한 판결에 항소할 계획을 발표했다. 브리티시 아메리칸 토바코 와의 분쟁은 2024년 2월에 종결되었다. PMI와 BAT는 가열 담배 및 전자담배 기기 제품 관련 특허 침해 소송을 별도의 합의금 지급 없이 합의타결하였다.